# Équipe d'Argentine féminine de volley-ball
L'équipe d'Argentine féminine de volley-ball est composée des meilleures joueuses argentines sélectionnées par la Fédération argentine de volley-ball (Federación de Voleibol Argentino, FeVA). Elle est classée au 21e rang de la Fédération internationale de volley-ball au 10 juillet 2022.

## Histoire
La sélection dispute pour la première fois les Jeux olympiques en 2016 où elle termine à la 9e place. Elle réitère sa performance en 2020.

## Palmarès et parcours

### Palmarès
- Championnat d'Amérique du Sud
  - Finaliste : 1999, 2001, 2003, 2009, 2011
  - Troisième : 1961, 1962, 1964, 1975, 1977, 1979, 1981, 1983, 1989, 1995, 1997, 2005
- Coupe panaméricaine
  - Troisième : 2008, 2013

### Parcours

#### Jeux Olympiques
| - 2016 : 9e |

#### Championnats du monde
- 1952 : non qualifié
- 1956 : non qualifié
- 1960 : 8e
- 1962 : non qualifié
- 1967 : non qualifié
- 1970 : non qualifié
- 1974 : non qualifié
- 1978 : non qualifié
- 1982 : 18e
- 1986 : non qualifié
- 1990 : 15e
- 1994 : non qualifié
- 1998 : non qualifié
- 2002 : 17e
- 2006 : non qualifié
- 2010 : non qualifié
- 2014 : 17e

#### Grand Prix
- 1993 : Non qualifiée
- 1994 : Non qualifiée
- 1995 : Non qualifiée
- 1996 : Non qualifiée
- 1997 : Non qualifiée
- 1998 : Non qualifiée
- 1999 : Non qualifiée
- 2000 : Non qualifiée
- 2001 : Non qualifiée
- 2002 : Non qualifiée
- 2003 : Non qualifiée
- 2004 : Non qualifiée
- 2005 : Non qualifiée
- 2006 : Non qualifiée
- 2007 : Non qualifiée
- 2008 : Non qualifiée
- 2009 : Non qualifiée
- 2010 : Non qualifiée
- 2011 : 14e
- 2012 : 15e
- 2013 : 16e

#### Coupe du monde
- 1973 : 8e
- 1977 : non qualifié
- 1981 : non qualifié
- 1985 : non qualifié
- 1989 : non qualifié
- 1991 : non qualifié
- 1995 : non qualifié
- 1999 : 11e
- 2003 : 11e
- 2007 : non qualifié
- 2011 : 10e

#### Championnat d'Amérique du Sud
- 1951 : 4e
- 1956 : non qualifié
- 1958 : 5e
- 1961 : 3e
- 1962 : 3e
- 1964 : 3e
- 1967 : non qualifié
- 1969 : 5e
- 1971 : 6e
- 1973 : 6e
- 1975 : 3e
- 1977 : 3e
- 1979 : 3e
- 1981 : 3e
- 1983 : 3e
- 1985 : non qualifié
- 1987 : 4e
- 1989 : 3e
- 1991 : 4e
- 1993 : non qualifié
- 1995 : 3e
- 1997 : 3e
- 1999 : Finaliste
- 2001 : Finaliste
- 2003 : Finaliste
- 2005 : 3e
- 2007 : 5e
- 2009 : Finaliste
- 2011 : Finaliste
- 2013 : Finaliste

#### Jeux Panaméricains
- 1955 : Non qualifié
- 1959 : Non qualifié
- 1963 : Non qualifié
- 1967 : Non qualifié
- 1971 : Non qualifié
- 1975 : Non qualifié
- 1979 : Non qualifié
- 1983 : 6e
- 1987 : Non qualifié
- 1991 : 6e
- 1995 : 4e
- 1999 : Non qualifié
- 2003 : Non qualifié
- 2007 : Non qualifié
- 2011 : Non qualifié

#### Coupe panaméricaine
- 2002 : 5e
- 2003 : Non qualifié
- 2004 : 8e
- 2005 : 9e
- 2006 : 10e
- 2007 : 6e
- 2008 : 3e
- 2009 : 6e
- 2010 : 5e
- 2011 : 6e
- 2012 : 5e
- 2013 : 3e
- 2014 : 4e

## Sélection actuelle
Effectif des 14 joueuses retenues pour le Championnat du monde 2022.
| No                                                               | Nom                                                              | Date de naissance                                                | Taille | Poids | Poste                          | Club                           |
| ---------------------------------------------------------------- | ---------------------------------------------------------------- | ---------------------------------------------------------------- | ------ | ----- | ------------------------------ | ------------------------------ |
| 2                                                                | Sabrina Germanier                                                | 7 juin 1999 (23 ans)                                             | 173    | 70    | Passeuse                       | Volley Club Harnésien          |
| 3                                                                | Yamila Nizetich                                                  | 27 janvier 1989 (33 ans)                                         | 182    | 79    | Réceptionneuse-attaquante      | AEK Athènes                    |
| 4                                                                | Daniela Bulaich (es)                                             | 5 septembre 1997 (25 ans)                                        | 178    | 67    | Réceptionneuse-attaquante      | Volley Hermaea Olbia (it)      |
| 5                                                                | Candela Salinas                                                  | 23 mai 2000 (22 ans)                                             | 180    | 70    | Réceptionneuse-attaquante      | Pallavolo Perugia              |
| 6                                                                | Lucia Verdier                                                    | 10 novembre 1999 (22 ans)                                        | 180    | 68    | Réceptionneuse-attaquante      | CEF 5 La Rioja                 |
| 7                                                                | Erika Mercado (es)                                               | 27 février 1992 (30 ans)                                         | 184    | 82    | Attaquante                     | AO Thiras                      |
| 9                                                                | Bianca Cugno                                                     | 22 avril 2003 (19 ans)                                           | 191    | 72    | Attaquante                     | Béziers Volley                 |
| 10                                                               | Emilce Sosa                                                      | 11 septembre 1987 (35 ans)                                       | 177    | 75    | Centrale                       | CEF 5 La Rioja                 |
| 12                                                               | Tatiana Rizzo                                                    | 30 décembre 1986 (35 ans)                                        | 178    | 63    | Libero                         | Levallois Sporting Club        |
| 13                                                               | Bianca Farriol                                                   | 18 décembre 2001 (20 ans)                                        | 185    | 78    | Centrale                       | Béziers Volley                 |
| 14                                                               | Victoria Mayer (es)                                              | 19 juin 2001 (21 ans)                                            | 177    | 66    | Passeuse                       | Volley Mulhouse Alsace         |
| 17                                                               | Candelaria Herrera                                               | 28 janvier 1999 (23 ans)                                         | 182    | 77    | Centrale                       | SF Paris St-Cloud              |
| 19                                                               | Brenda Graff                                                     | 20 juillet 1994 (28 ans)                                         | 187    | 85    | Centrale                       | Clube Kairós                   |
| 20                                                               | Agostina Pelozo                                                  | 19 novembre 1999 (22 ans)                                        | 163    | 56    | Libero                         | VKP Bratislava                 |
|                                                                  |                                                                  |                                                                  |        |       |                                |                                |
| Encadrement technique                                            | Encadrement technique                                            |                                                                  |        |       | Légende                        | Légende                        |
| Entraîneur : Hernán Ferraro (es)                                 | Entraîneur : Hernán Ferraro (es)                                 | Entraîneur : Hernán Ferraro (es)                                 |        |       | : Capitaine                    | : Capitaine                    |
| Entraîneur(s) adjoint(s) : Gabriel Arroyo (es), Martín Ambrosini | Entraîneur(s) adjoint(s) : Gabriel Arroyo (es), Martín Ambrosini | Entraîneur(s) adjoint(s) : Gabriel Arroyo (es), Martín Ambrosini |        |       | : Joueuse blessée actuellement | : Joueuse blessée actuellement |